# Den girige

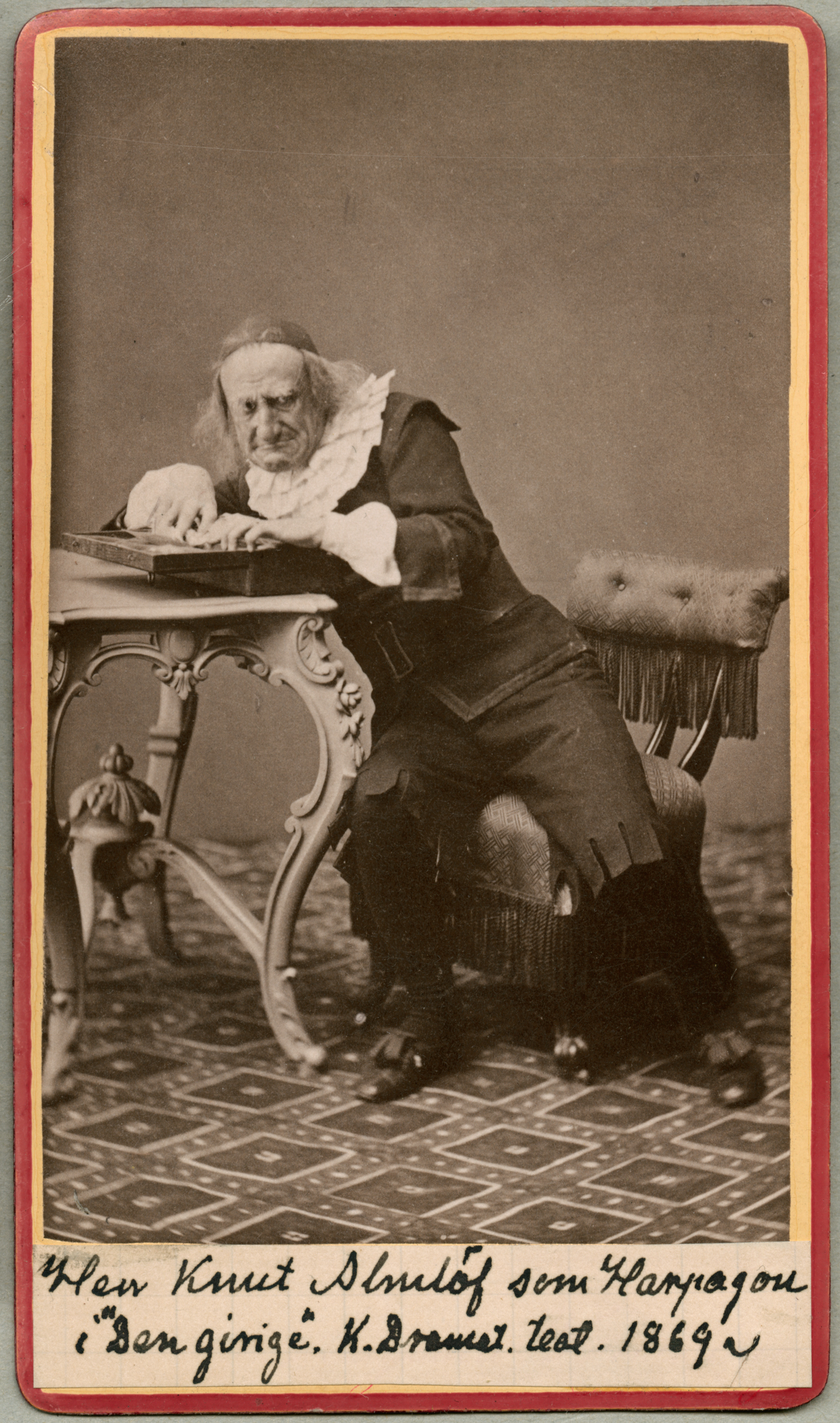
Knut Almlöf som Harpagon på Dramaten 1869.

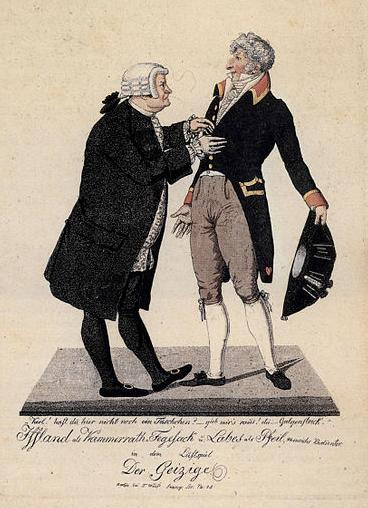
Harpagon och La Flèche. Illustration till en tysk uppsättning av Den girige 1810.

Den girige (fransk originaltitel: L'Avare) är en komedipjäs från 1668 av Molière som efter Tartuffe är den mest spelade av Molières pjäser. Den hade urpremiär i Paris den 9 september 1668.
I Den girige visar Molière karaktärsdrag i fokus. Pjäsen handlar om Harpagon som genom hela pjäsen blandar ihop kärlek och pengar. När hans kista fylld med pengar som är nedgrävd i trädgården blir stulen anklagar han sin vän Valere.

## Roller
- Harpagon, far till Cléante och Èlise, friar till Mariane
- Cléante, Harpagons son, förälskad i Mariane
- Élise, Harpagons dotter, förälskad i Valère
- Valère, son till Anselme, förälskad i Élise
- Mariane, förälskad i Cléante, bortlovad åt Harpagon
- Anselme, Valères och Marianes far
- Frosine, äktenskapsmäklerska
- Mäster Simon, mäklare
- Mäster Jaques, kock och kusk åt Harpagon
- La Flèche, Harpagons betjänt
- Mor Claude, piga hos Harpagon
- Brindavoine, tjänare hos Harpagon
- La Merloche, tjänare hos Harpagon
- En poliskommissarie
- Poliskommissariens skrivare